# Twentieth Century (Schriftart)

Twentieth Century ist eine geometrische serifenlose Schrift, die 1937 von Sol Hess für Monotype entworfen wurde. Sie entstand als Konkurrenz zur erfolgreichen Futura für das Bleisatzsystem von Monotype. Wie die Futura hat sie ein einstöckiges 'ɑ' und ein gerades 'j' ohne Biegung.
Die sehr große Schriftfamilie Twentieth Century ist vor allem dadurch bekannt geworden, dass eine Auswahl ihrer Schnitte in vielen Microsoft-Produkten wie Office enthalten ist. Es gibt zahlreiche weitere Varianten, darunter Versionen für sehr kleinen Text und eine vom Art déco beeinflusste Titelschrift namens Twentieth Century Poster mit abgerundeten Großbuchstaben. Twentieth Century diente auch als Inspiration für die Century Gothic, die 1991 von Monotype entworfen wurde.